# ادوارد تونی
ادوارد تونی (به آلمانی: Eduard Thöny)؛ (زادۀ ۹ فوریهٔ ۱۸۶۶ میلادی – درگذشتۀ ۲۶ ژوئیهٔ ۱۹۵۰ میلادی) یک کاریکاتوریست و تصویرگر اهل آلمان بود که به خاطر آثارش برای مجلهٔ زیمپلیتسیسیموس که توسط آلبرت لانگن برای همکاری در آن دعوت شد، شهرت داشت. او در بریکسن متولد شد و در آکادمی هنر در مونیخ تحصیل کرد. آثار او برای زیمپلیتسیسیموس شامل بیش از ۲٬۵۰۰ صفحه کاریکاتور بود که برای هجو جامعه و ارتش آلمان استفاده می‌شد. نقاشی‌های تونی تا زمانی که انتشار آن در سال ۱۹۴۴ متوقف شد در مجله منتشر می‌شد.
در سال ۱۹۰۴ میلادی تونی به همراه هنرمندان دیگر لودویگ توما و رودولف ویلکه به مارسی، الجزیره، تونس، ناپل و رم سفر کرد.
در سال ۱۹۰۶ میلادی، تونی همراه با اولاف گولبرانسون، توما و ویلکه، لانگن را متقاعد کردند که زیمپلیتسیسیموس را به یک شرکت سهامی تبدیل کند، در نتیجه قدرت بیشتری به کارکنان برای کنترل مسیر مجله داد.
او در هولتسهاوزن در آمرزی درگذشت.